# Dioscorea merrillii
Dioscorea merrillii är en enhjärtbladig växtart som beskrevs av David Prain och Isaac Henry Burkill. Dioscorea merrillii ingår i släktet Dioscorea och familjen Dioscoreaceae. Inga underarter finns listade i Catalogue of Life.